# Oswald Wiersich
Oswald Wiersich (* 1. September 1882 in Breslau; † 1. März 1945 in Berlin-Plötzensee) war ein deutscher Gewerkschafter und Widerstandskämpfer gegen das NS-Regime.

## Leben
Der gelernte Maschinenbauer engagierte sich früh in der Arbeiterbewegung. Er wurde 1912 Bevollmächtigter des Deutschen Metallarbeiterverbandes in Breslau, 1923 Bezirkssekretär des Allgemeinen Deutschen Gewerkschaftsbundes in Schlesien. Später folgte die Mitgliedschaft im Bundesvorstand der Gewerkschaft. Für die SPD wurde er Abgeordneter des Provinziallandtages von Schlesien und von diesem in den preußischen Staatsrat entsandt.
Im März 1933, bald nach der „Machtergreifung“ der Nationalsozialisten, kam er in eine mehrwöchige Schutzhaft. Aufgrund der Zerschlagung der Gewerkschaften arbeitete er anschließend als Buchhalter und Versicherungsvertreter. 
Ab 1935 betätigte sich Wiersich aktiv im gewerkschaftlichen Widerstand gegen das NS-Regime. Unter anderem unterhielt er engen Kontakt zu Wilhelm Leuschner, zu mehreren Vertretern der „Illegalen Reichsleitung“ der Gewerkschaften und später auch intensive Verbindungen zu dem Widerstandskreis um Ludwig Beck. Wiersich soll eine besonders aktive Rolle bei der Koordinierung des gewerkschaftlichen Widerstandes in Schlesien gespielt haben.
Nach dem gescheiterten Attentat auf Adolf Hitler am 20. Juli 1944 wurde er am 22. August 1944 verhaftet und in das Konzentrationslager Groß-Rosen verschleppt.
Am 26. Februar 1945 wurde er zusammen mit Franz Leuninger und Fritz Voigt vom „Volksgerichtshof“ zum Tode verurteilt. Mitangeklagter war Wilhelm Winzer, der zu einer dreijährigen Zuchthausstrafe verurteilt wurde.
Wiersich wurde nur wenige Tage nach Urteilsverkündung, am 1. März 1945, kurz vor 11 Uhr, in der Hinrichtungsstätte Plötzensee enthauptet. Nur wenige Minuten zuvor war dort Fritz Goerdeler enthauptet worden. Wenige Minuten nach der Ermordung Wiersichs wurden Fritz Voigt und Franz Leuninger am gleichen Ort hingerichtet.

## Erinnerung
In der Nähe der Hinrichtungsstätte Plötzensee wurde in der Paul-Hertz-Siedlung der Wiersichweg nach ihm benannt.